# ランデブー・ピッチ・マニューバ

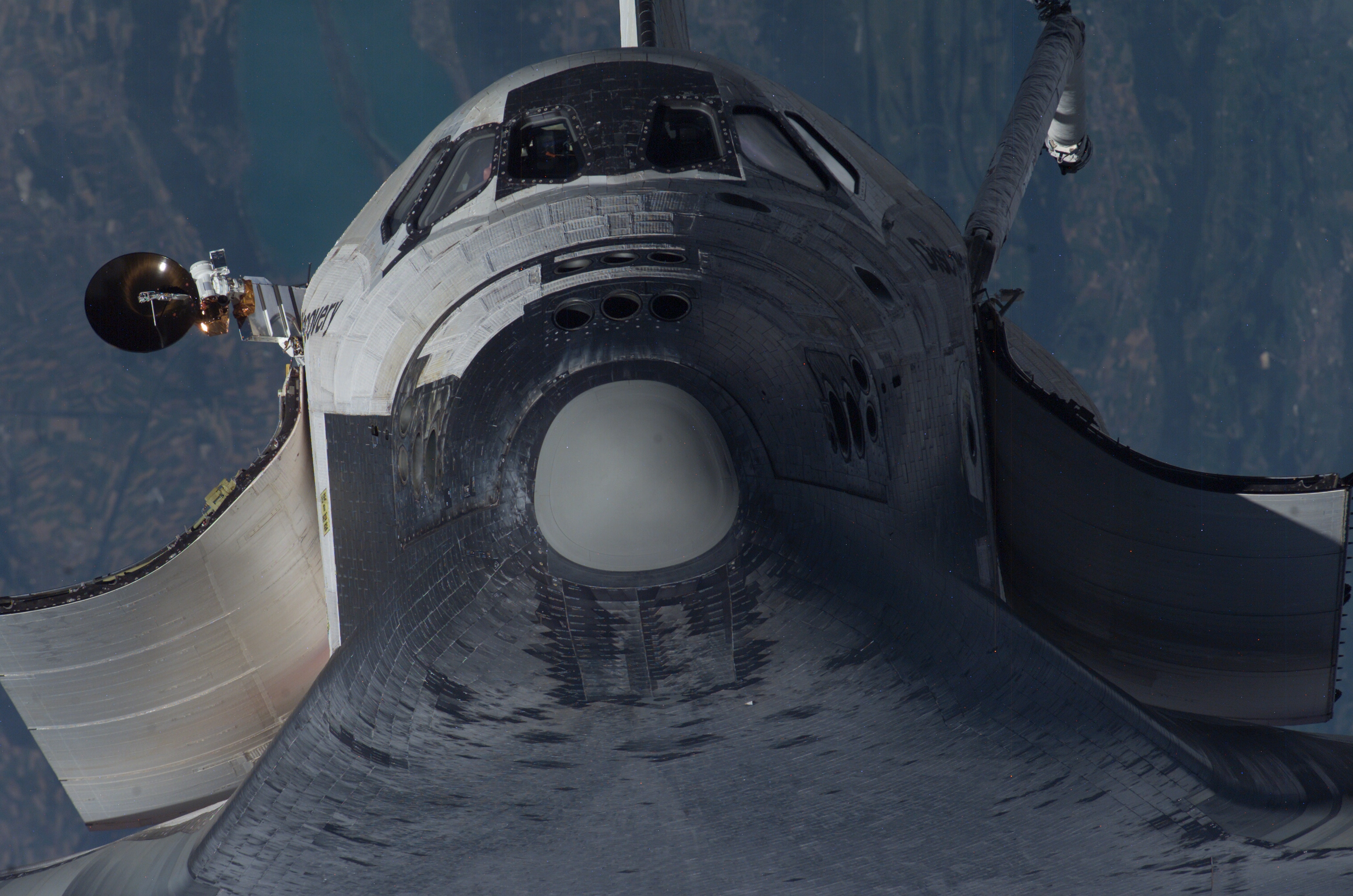
ディスカバリー号がSTS-114においてランデブー・ピッチ・マニューバを行なっている様子。

ランデブー・ピッチ・マニューバ（rendezvous pitch maneuver : RPM）は、スペースシャトルが国際宇宙ステーション (ISS) にドッキングする前に行う機動（マニューバ）である。

## 概要
ISS にごく近い、通常は約600フィート (180m) の距離で、シャトルの下面の耐熱シールドが ISS から見えるように360度のピッチングを行う。実際に行われる機動は、宙返りというより縦方向への緩やかなスピンに近いイメージである。ISS の搭乗員は、ビデオカメラと、400mmと800mmの望遠レンズを装着したデジタルカメラで、打ち上げ・上昇時に耐熱材などが損傷していないかどうかを確認する。なお、ISS に非常に近いにもかかわらずシャトルからは ISS が常に見えているわけではないため、 ISS への衝突を避けるために熟練した操縦技術が必要とされる。
RPM は、NASA の技術者である Steve Walker、Mark Schrock、Jessica LoPresti がコロンビア号の事故の後に開発したものである。コロンビア号は、離陸時に外部タンクから脱落した断熱材が熱防護システムに衝突して損傷し、その損傷が大きすぎたため機体が大気圏再突入時の熱と構造的な負荷に耐えられず、結果的に空中分解事故に至ってしまった。従ってそれ以降、熱防護システムの完全性が NASA にとって重大な懸案事項となった。そして事故後の飛行再開ミッションである STS-114 で、センサ付き検査用延長ブームを使った船体検査と併せて、初めて RPM が行なわれた。
RPM を行なって集められた情報に基づいて、再突入を行うには安全ではないと判断されるかもしれない。その場合は、救助ミッションを ISS で待つのか、あるいは安全に再突入できるように熱防護システムの修理を行う船外活動を試みるのかが決定される。

## RPM の行われたミッション
- STS-114 -- 2005年7月28日
- STS-121 -- 2006年7月6日
- STS-115 -- 2006年9月11日
- STS-116 -- 2006年12月11日
- 以下省略。RPMは、STS-114以降全てのISSミッションで実施。